# Anochetus simoni
Anochetus simoni es una especie de hormiga carnívora del género Anochetus, categorizada en la tribu Ponerini, de la subfamilia Ponerinae. Fue descrita por Emery en 1890.

## Distribución
Se distribuye por América: Colombia, Ecuador, Guayana Francesa, Guyana, Panamá, Surinam y Venezuela.

## Hábitat
Habita en el bosque húmedo montano, en la vegetación de segundo crecimiento, plantaciones de cacao y la hojarasca. Se ha encontrado a elevaciones de 20 hasta 1500 m s. n. m.